# Drosophila auraria
Drosophila auraria este o specie de muște din genul Drosophila, familia Drosophilidae, descrisă de Peng în anul 1937. Conform Catalogue of Life specia Drosophila auraria nu are subspecii cunoscute.